# Morten Frendrup
Morten Wetche Frendrup (* 7. April 2001 in Holbæk) ist ein dänischer Fußballspieler. Der Mittelfeldspieler steht in der italienischen Serie A beim CFC Genua unter Vertrag und ist dänischer Nationalspieler.

## Karriere

### Verein
Der in Holbæk geborene Morten Frendrup begann seine fußballerische Ausbildung beim Tuse IF, bevor er über den Holbæk B&I im Sommer 2014 in die Jugendakademie des Brøndby IF kam. Im Dezember 2017 unterzeichnete er einen Dreijahresvertrag bei den Drengene fra Vestegnen. Am 11. Februar 2018 debütierte er mit 16 Jahren beim 3:1-Heimsieg gegen den Lyngby BK in der höchsten dänischen Spielklasse, als er in der 85. Spielminute für Hany Mukhtar eingewechselt wurde. Mit diesem Einsatz wurde Frendrup zum jüngsten Spieler, welcher jemals ein Ligaspiel für Brøndby absolvierte. Am 15. März 2018 wurde er mit seinem ersten professionellen Vertrag ausgestattet. In dieser Saison 2017/18 und auch in der folgenden Spielzeit 2018/19 bestritt er jeweils drei Ligaspiele. Am 22. November 2018 erzielte er beim 4:1-Pokalsieg gegen den BK Marienlyst sein erstes Tor im dänischen Profifußball.
Aufgrund von langfristigen Ausfällen der gesetzten Mittelfeldspieler Lasse Vigen Christensen, Simon Tibbling und Josip Radošević rückte Frendrup in der nächsten Saison 2019/20 in die Startformation vor. Ihm gelang es seine Chance zu nutzen und er gewann vereinsintern die Auszeichnung zum Spieler des Monats November. Am 12. Januar 2020 unterschrieb er einen neuen Dreieinhalbjahresvertrag beim Brøndby IF. Die Spielzeit beendete er mit 26 Ligaeinsätzen.

### Nationalmannschaft
Von 2017 bis 2022 durchlief Frendrup verschiedene Nachwuchsnationalmannschaften Dänemarks und kam für die U16-Auswahl, für die U17-Nationalmannschaft, für die U18-Junioren, für die U19, U20-Auswahl und die U21-Nationalmannschaft zum Einsatz. Mit U17 nahm er an der U17-Europameisterschaft 2018 in England teil, wo er in allen drei Gruppenspielen zum Einsatz kam.
Im August 2024 wurde er von Interims-Nationaltrainer Lars Knudsen erstmals in den Kader der dänischen A-Nationalmannschaft berufen und debütierte dort anschließend am 8. September 2024 beim Spiel in der UEFA Nations League gegen Serbien.